# Feliks Wojciechowski
Feliks Wojciechowski (ur. 1870 w Rożnowie, zm. 28 października 1947 w Jarosławiu) – aptekarz, radny i wiceburmistrz Jarosławia.

## Życiorys
Urodził się w 1870 w Rożnowie, w powiecie śniatyńskim. Gimnazjum ukończył w Kołomyi, a studia na uniwersytecie we Lwowie. W Jarosławiu zamieszkał około 1896. Pierwszą jego firmą, którą prowadził z żoną Heleną w 1906 była „parowa pralnia i prasowalnia z połyskiem” przy placu Mickiewicza. Na wystawie przemysłowej i rolniczej, która odbyła się w 1908 w Jarosławiu, wszechstronny przedsiębiorca otrzymał srebrny medal za konserwy (prawdopodobnie z ogórkami, których uprawę propagował w okolicach Jarosławia). W 1912 prowadził aptekę „Pod Opatrznością Boską” przy ulicy Grunwaldzkiej 2. W czasie inwazji rosyjskiej podczas I wojny światowej wyjechał do Piwnicznej. Pomimo sprzeciwu władz austriackich zaczął na nowo organizować aptekę w 1915. W latach 1925–1929 piastował funkcję prezesa Stowarzyszenia Kupców Polskich. Ponadto był prezesem Kasy Mieszczańskiej, wiceprezesem Towarzystwa „Gwiazda” i w 1928 prezesem Towarzystwa Muzycznego. W 1929 wybrany został do Izby Przemysłowo-Handlowej we Lwowie. Był jednym z najwybitniejszych przedstawicieli przemysłu drogeryjnego i aptekarskiego we Wschodniej Małopolsce. Od 1928 do 1939 był radnym miejskim i przewodniczącym klubu radnych chrześcijańskich. W 1934 wybrany został członkiem zarządu Rady Miejskiej, a w 1937 jednogłośnie wiceburmistrzem. Należał do Stronnictwa Narodowego. Podczas II wojny światowej był członkiem Powiatowej Spółdzielni Rolniczo-Handlowej. Aptekę, którą prowadził zwano potocznie „apteką Wojciechowskiego”. Zmarł 28 października 1947 w Jarosławiu.

## Rodzina
Żonaty z Heleną Ostrowską (1860–1947) miał z nią czwórkę dzieci, trzech synów Mariana Stanisława (1881–1935), Feliksa (1896–1915) i Stanisława (1901–po 1951) oraz córkę.

## Literatura
- Zofia Kostka Bieńkowska, Feliks Wojciechowski, Jarosław 1995